# Xã Hallock, Quận Kittson, Minnesota
Xã Hallock (tiếng Anh: Hallock Township) là một xã thuộc quận Kittson, tiểu bang Minnesota, Hoa Kỳ. Năm 2010, dân số của xã này là 104 người.